# جمل البحر

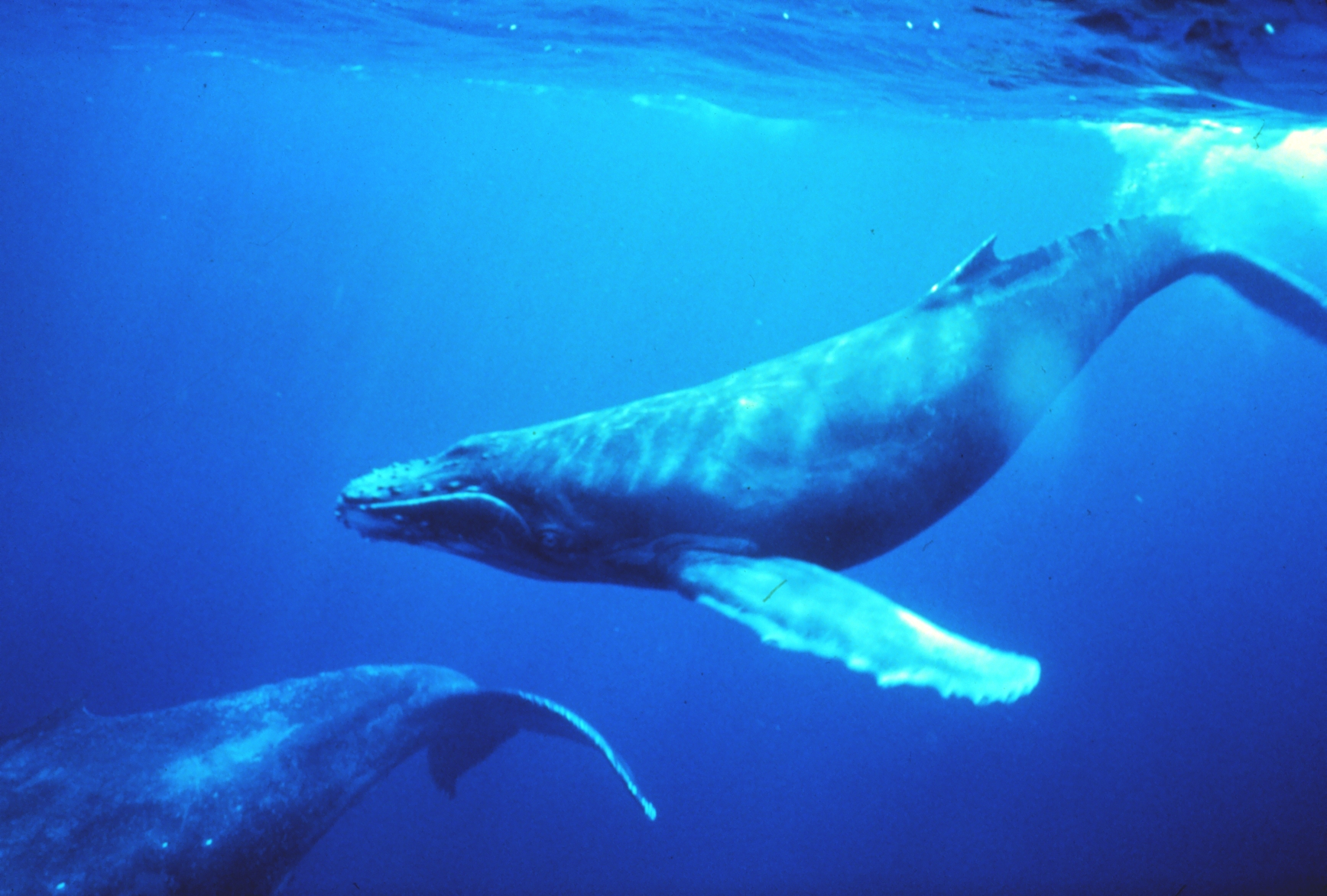
جمل البحر

جَمَلُ البَحْرِ أو الكُبَع أو الحُوتُ الأحْدَب أو هِرْكُول سَنِم أو الحوت السنامي (الاسم العلمي: Megaptera novaeangliae) هو حوت باليني ينتمي إلى فصيلة الحيتانيات القافزة، قصير الجسم، كبير الرأس، زعنفته الظهرية صغيرة نسبيا، فلقتا ذنبه مروحيتان. لونه شديد السواد، يتراوح من 12 إلى 16 مترًا، كثيرا ما تلد الأنثى اثنين في بطن واحدة. يصل طوله عند النضج إلى 51 قدماً، ويصل طول زعنفته إلى ما يعادل ثلث أو ربع الطول الإجمالي للجسم كله، ويزن نحو 36 000 كجم. وعلى جلد الرأس شعر، وعدد من الطفيليات، ويوجد داخل الفم صحون من عظام حوتية يصل عددها إلى 270 ـ 400 صحناً على كل من جانبي الفم، كما يشتهر الحوت الأحدب بقدرة الذكر على إصدار أصوات مميزة ومتنوعة.
يبلغ معدل طوله بين 13 متر و10 أمتار، ويزن نحو 26 500 كلغ، وهو رمادي أسود من جهة الظهر، داكن من الجهة السفلية للجسم، وزعانفه بيضاء جزئياً، وعلى جسمه يوجد حوالي 24 أخدوداً بطنياً، وزعانف صدرية ضخمة يبلغ طولها 4 أمتار تقريباً.

## الوصف

### الهيئة
يتميز جمل البحر بصفات جسدية تمكِّن من التعرف عليه وتمييزه عن باقي أنواع عائلة الحيتان بسهولة، حيث تكمن سماته المميزة من خلال جسمه الممتلئ والحدبة الظاهرة على جسده من الأعلى واللون الأسود الذي يغطي ظهره وكذلك الزعانف الصدرية الممدودة.
يغطي رأسه وفكَّه السفلي عُقد تسمى الحُديبات وهي التي تساعد وتسهل تدفق الماء فوق سطح الزعانف.ذيله كبير الحجم نسبيا ومثقوب يبرز بلونين الأبيض والأسود وغالبا ما يرفع الحوت الأحدب ذيله خارج الماء عند الغاطس في الماء بعمق كما أن حوافه الخلفية متموجة.
يمتلك الحوت الأحدب صفائح بالين كبقية الحيتان داكنة اللون تتواجد على جميع جوانب فاهه، يبلغ قيس البالين من 18 بوصة (46 سم) في المقدمة إلى حوالي 3 أقدام (0.91 م) في الخلف، خلف المفصلة.
تتميز أنثى جمل البحر بفص نصف كروي يبلغ قطره حوالي 15 سم يتواجد في منطقة الأعضاء التناسلية وهذا ما يساعد بصريا في التمييز بين الذكور والإناث وغالبا ما يكون العضو التناسلي للذكور مختبئا في الشق التناسلي الخاص به.

## السلوك والبيئة

### التغذية
أسلوب غذائه هو ترشيح المياه، وتصفية العوالق والقشريات. كما يتناول بعض الأسماك الصغيرة. وللحوت عدة أساليب لتناول الغذاء، منها: أسلوب الاندفاع، وخلاله يسبح الحوت بسرعة فائقة، وفمه مفتوحٌ، ويدخل الماء الفم، ويتم ترشيح الغذاء. والأسلوب الثاني أسلوب الشبكة الفقاعية؛ حيث يشترك حوتان أو أكثر في السباحة في دوائر أسفل السطح، ينفثان خلالها فقاقيع هواء عبر فتحات المنخار، وتتكون شبكة فقاقيع تدفع الأسماك المجاورة لها إلى الخوف، فتتوجه نحو مركز الفقاقيع وسط الدوائر فتلتهمها الحيتان. وهناك أسلوب الضرب السريع بأحد فصَّي الذنب، مما يشل الفريسة، ويسهل التهامها.

### التزاوج والتكاثر
الإناث تولد عادة كل سنتين أو ثلاث سنوات. فترة الحمل هي 11.5 شهرا، ولكن من المعروف أن بعض الأفراد لتولد في سنتين متتاليتين. ويعتقد أن الحيتان الحدباء تعيش من 50-60 سنة، ولكن الدراسات الجديدة باستخدام التغيرات في الأحماض الأمينية وراء عدسات العين أثبتت آخر حوت البالين، والقطبي، أن يكون 211 سنة. وقد اتخذ هذا الحيوان من الإسكيمو قبالة ألاسكا. المزيد من الدراسات العمرية النشطة حاليا.
البحوث التي أجريت مؤخرا على الحمض النووي الأحدب يكشف عن أن الجماعات التي تعيش على مقربة من بعضها البعض قد تمثل برك تربية متميزة.

## توزعه الجغرافي
يألف العيش في المياه العميقة القريبة من السواحل ويوجد في كل بحار العالم تقريباً. الحوت الأحدب موجود في جميع المحيطات، يمتد في نطاق واسع على الحافة الجليدية في أنتاركتيكا إلى 65 درجة شمالا وخط، ولا يوجد في شرق البحر الأبيض المتوسط أو بحر البلطيق.
هناك ما لا يقل عن 80 000 من الحيتان الحدباء في جميع أنحاء العالم، مع 18 000-20 000 في شمال المحيط الهادئ، وحوالي 12,000 في شمال المحيط الأطلسي، وأكثر من 50,000 في النصف الجنوبي من الكرة الأرضية، قبل بدأ صيد الحيتان كان عددها 125 000.

## معرض صور

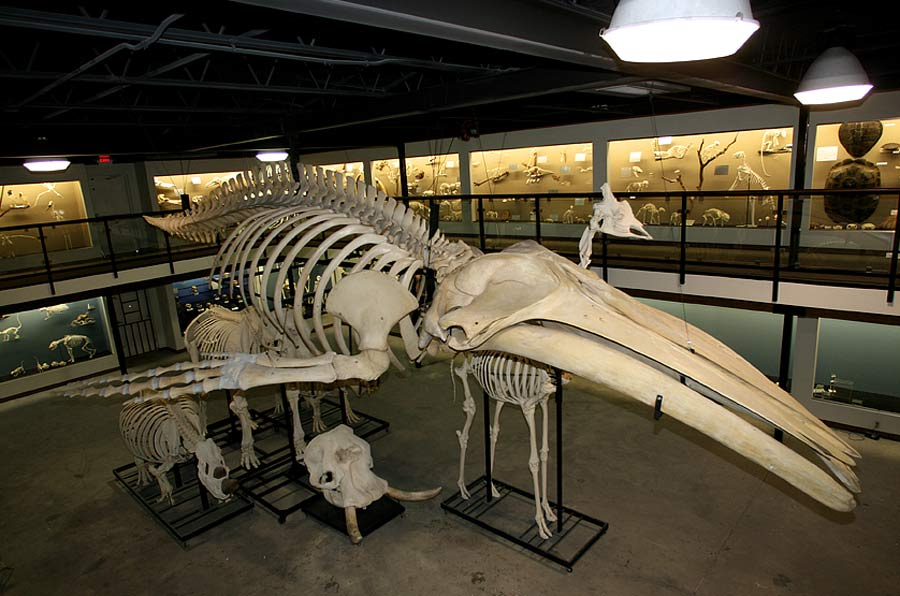
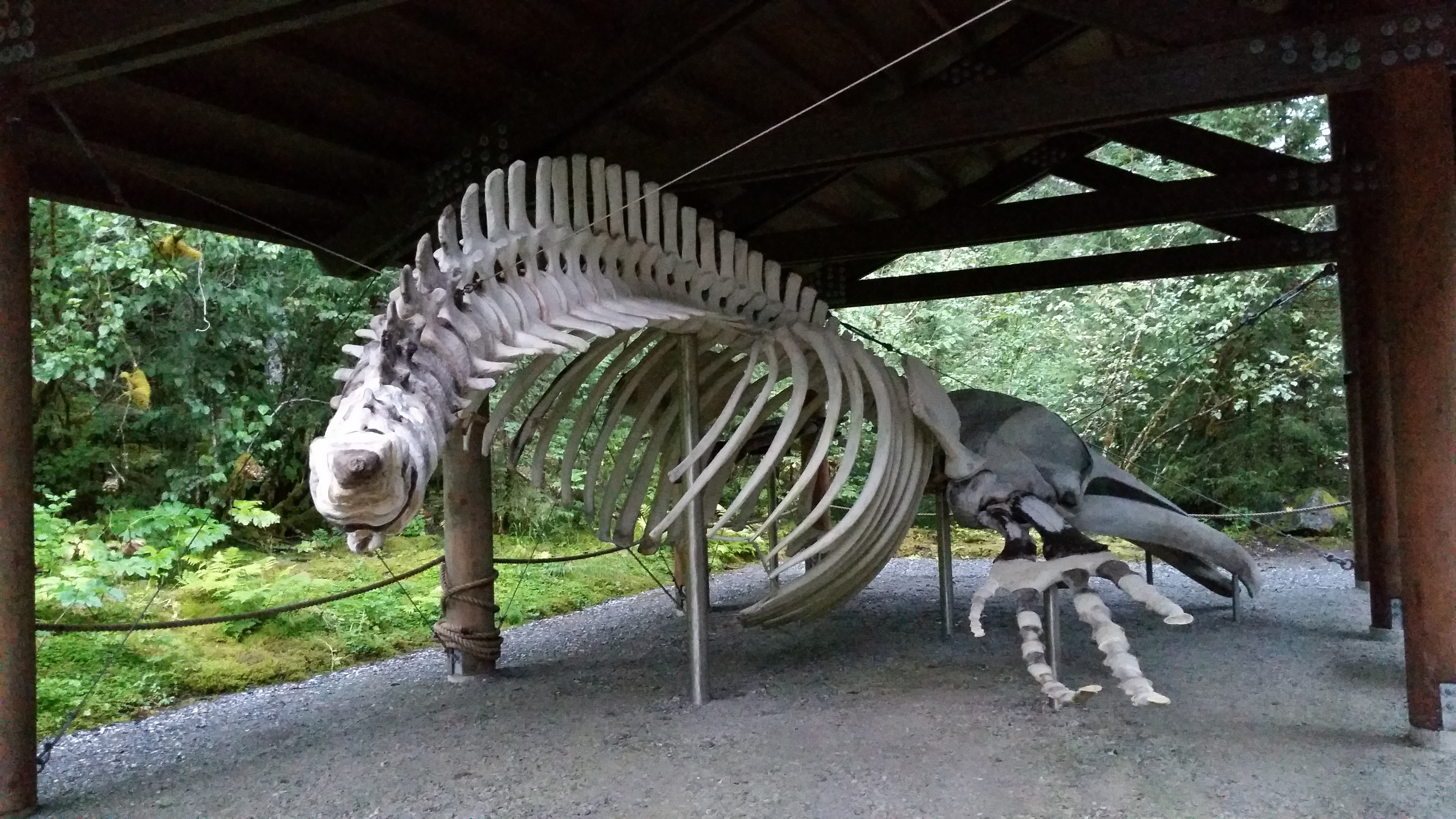
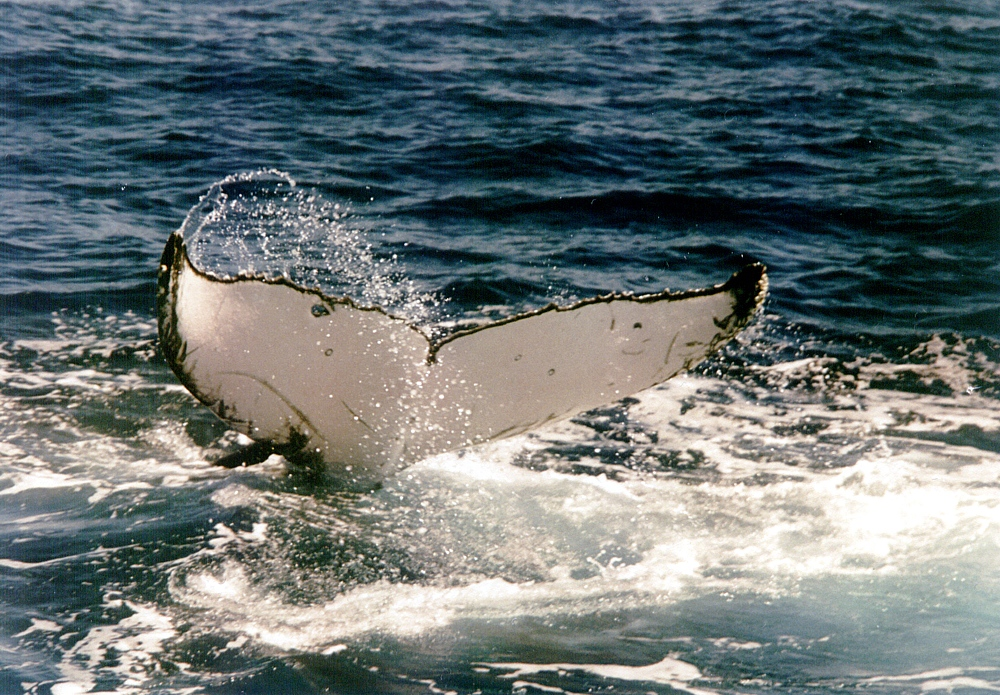
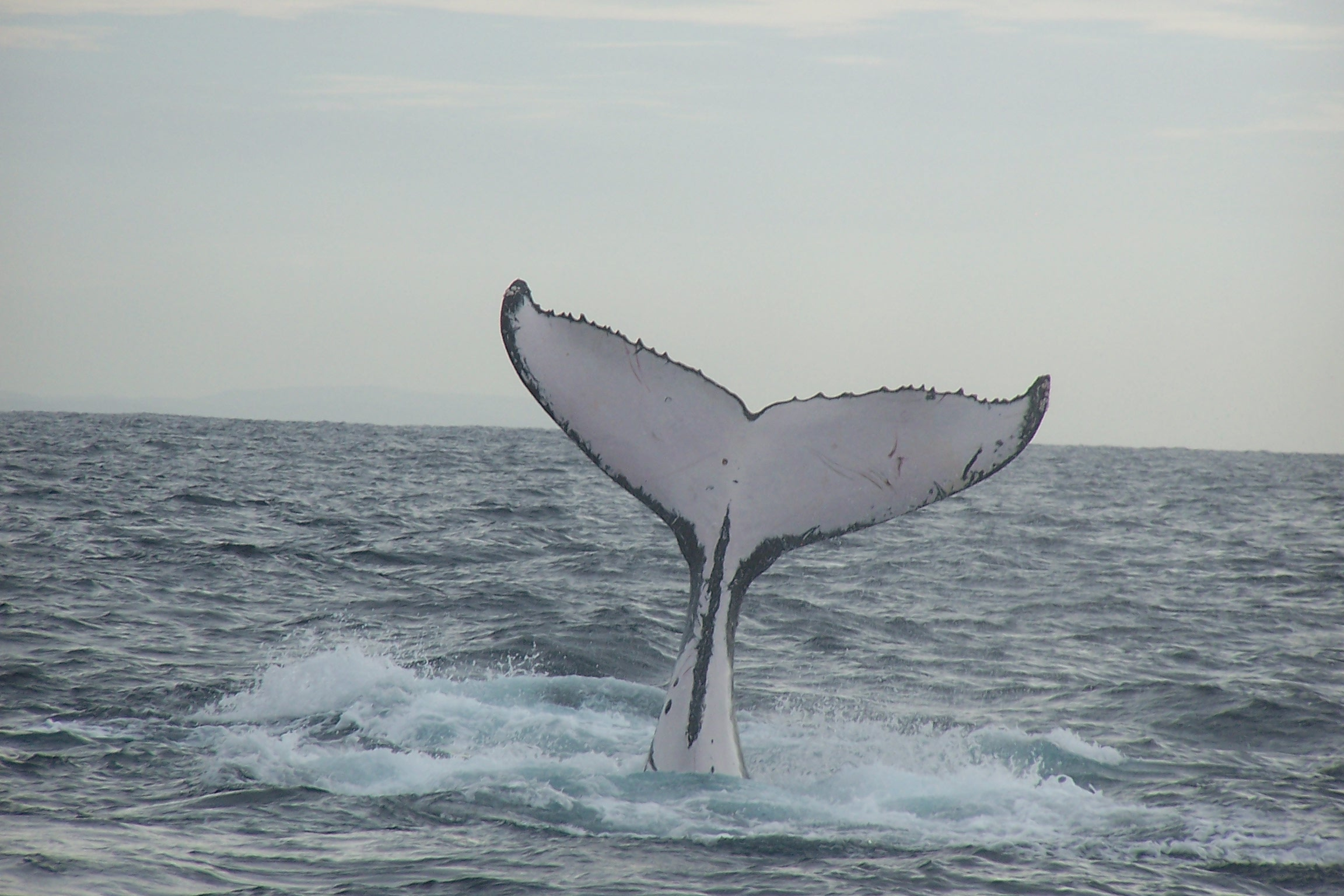
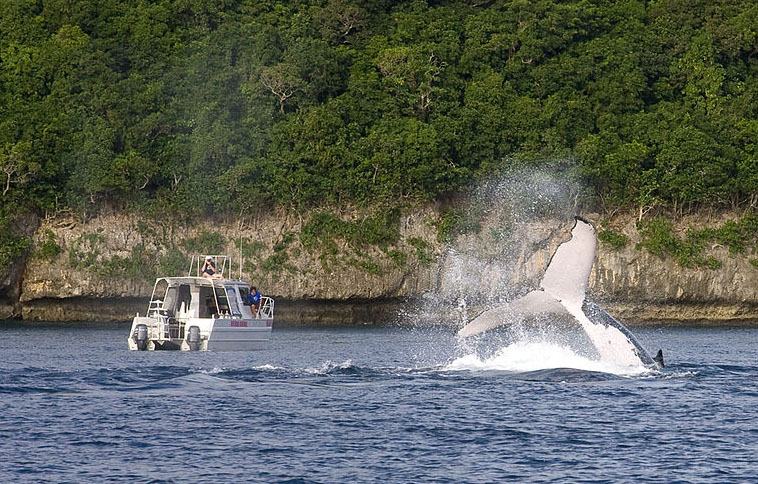

## مهددة بالانقراض
شأنها شأن غيرها من الحيتان الكبيرة فهي هدف للصناعة، وبسبب الإفراط في صيدها انخفض عددها إلى ما يقدر 90 ٪ حتى وقف صيدها في عام 1966. بعد الانتعاش تعافى عددها جزئيا منذ ذلك الحين، إلا أن معدات الصيد، اصطدامها مع السفن والتلوث ما زال يشكل تهديداً لها. هناك ما لا يقل عن 80 000 من الحيتان الحدباء في جميع أنحاء العالم، وهي على حافة الانقراض.